# فینال جام یوفا ۱۹۹۶
فینال جام یوفا ۱۹۹۶، رقابت پایانی جام یوفا در سال ۱۹۹۶ میلادی است که مابین دو تیم بایرن مونیخ و باشگاه فوتبال بوردو برگزار شده‌است.
این مسابقه که در تاریخ‌های ۱ مه ۱۹۹۶ و ۱۵ مه ۱۹۹۶ انجام شده‌است در مجموع با نتیجه ۵ بر ۱ به سود بایرن مونیخ به پایان رسید.